# Richelieu – Drouot metróállomás
A Richelieu – Drouot egy metróállomás Franciaországban, Párizsban a párizsi metró 8-as metróvonalán. Tulajdonosa és üzemeltetője a RATP.

## Metróvonalak
Az állomást az alábbi metróvonalak érintik:
- 8-as metróvonal
- 9-es metróvonal

## Kapcsolódó állomások
A metróállomáshoz az alábbi állomások vannak a legközelebb:
- Opéra (Balard, 8-as metróvonal)
- Grands Boulevards (Pointe du Lac, 8-as metróvonal)
- Chaussée d’Antin – La Fayette (Pont de Sèvres, 9-es metróvonal)
- Grands Boulevards (Mairie de Montreuil, 9-es metróvonal)